# Дубровка (Марёвский район)
Дубровка — деревня в Марёвском муниципальном районе Новгородской области, входит в состав Молвотицкого сельского поселения.

## География
Деревня расположена у реки Белка близ её впадения в Полу, в 9 км к западу от административного центра сельского поселения — села Молвотицы, в 1 км к юго-западу от деревни Новая Русса.

## История
В списке населённых мест Демянского уезда Новгородской губернии за 1909 год деревня Дубровка (число жителей — 130), что указана на земле Дубровского сельского общества, была на территории Моисеевской волости. Постановлением Демянского уисполкома от 18 июля 1918 года была образована Новорусская волость, в состав которой вошла Дубровка, затем эта волость, 23 июня 1920 года была упразднена, путём присоединены к Моисеевской волости. Население по переписи населения 1926 года — 155 человек. Затем, с августа 1927 года, деревня в составе Новорусского сельсовета новообразованного Молвотицкого района новообразованного Новгородского округа в составе переименованной из Северо-Западной в Ленинградскую области. По постановлению ЦИК и СНК СССР от 23 июля 1930 года Новгородский округ был упразднён, а район перешёл в прямое подчинение Леноблисполкому. Германская оккупация — в конце 1941 года, по начало 1942 года; здесь проходили бои Торопецко-Холмской наступательной операции. Указом Президиума Верховного Совета РСФСР от 19 февраля 1944 года райцентр Молвотицкого района был перенесён из села Молвотицы в село Марёво. Указом Президиума Верховного Совета СССР от 5 июля 1944 года была образована Новгородская область и Молвотицкий район вошёл в её состав.
Решением Новгородского облисполкома № 359 от 8 июня 1954 года Новорусский сельсовет был упразднён — присоединён к Липьевскому сельсовету, затем решением Новгородского облисполкома № 857 от 30 декабря 1956 года, деревня Дубровка, в числе прочих была перечислена во вновь образованный Новорусский сельсовет.
Во время неудавшейся всесоюзной реформы по делению на сельские и промышленные районы и парторганизации, в соответствии с решениями ноябрьского (1962 года) пленума ЦК КПСС «о перестройке партийного руководства народным хозяйством» с 10 декабря 1962 года был образован крупный Демянский сельский район, а административный Молвотицкий район 1 февраля 1963 года был упразднён. Новорусский сельсовет тогда вошёл в состав Демянского сельского района. Пленум ЦК КПСС, состоявшийся 16 ноября 1964 года восстановил прежний принцип партийного руководства народным хозяйством, после чего Указом Верховного Совета РСФСР от 12 января 1965 года сельские районы были преобразованы вновь в административные районы и решением Новгородского облисполкома № 6 от 14 января 1965 года Новорусский сельсовет и деревня в Демянском районе. В соответствие решению Новгородского облисполкома № 706 от 31 декабря 1966 года Новорусский сельсовет и деревня из Демянского района были переданы во вновь созданный Марёвский район.
После прекращения деятельности Новорусского сельского Совета в начале 1990-х стала действовать Администрация Новорусского сельсовета, которая была упразднена в начале 2006 года и деревня Дубровка, по результатам муниципальной реформы вошла в состав муниципального образования — Молвотицкое сельское поселение Марёвского муниципального района (местное самоуправление), по административно-территориальному устройству подчинена администрации Молвотицкого сельского поселения Марёвского района.

## Население
| 2010 | 2012 | 2013 | 2014 | 2015 | 2016 |
| ---- | ---- | ---- | ---- | ---- | ---- |
| 4    | ↗8   | →8   | ↗9   | ↘8   | →8   |

### Национальный состав
По переписи населения 2002 года, в деревне Дубровка проживали 9 человек (89 % русские)
уроженцы
- Щемелёв, Николай Фёдорович — участник Великой Отечественной войны, Герой Советского Союза.

## Инфраструктура
В Дубровке одна улица — Ивановская.